# Zosterop de Palawan
El zosterop de Palawan (Zosterornis hypogrammicus) és un ocell de la família dels zosteròpids (Zosteropidae). Habita els boscos de les muntanyes de l'illa de Palawan, a les Filipines sud-occidentals.